# Fittingia
Fittingia é um género botânico pertencente à família Myrsinaceae.